# Stazione di Costigliole Saluzzo
Stazione di Costigliole Saluzzo vasútállomás Olaszországban, Piemont régióban, Costigliole Saluzzo településen a Savigliano–Saluzzo–Cuneo-vasútvonalon. Az állomás 1892-ben nyílt meg. Tulajdonosa és üzermeltetője az RFI.

## Vasútvonalak
Az állomást az alábbi vasútvonalak érintik:
- Savigliano–Saluzzo–Cuneo-vasútvonal

## Kapcsolódó állomások
A vasútállomáshoz az alábbi állomások vannak a legközelebb: 
- Stazione di Verzuolo
- Stazione di Villafalletto

## Lásd még
- Piemont vasútállomásainak listája